# Trung tâm nhiệt đới Việt - Nga
Trung tâm Nhiệt đới Việt - Nga (tiếng Nga: Российско-вьетнамский тропический научно-исследовательский и технологический центр) là cơ sở nghiên cứu khoa học-công nghệ hỗn hợp quốc tế đa ngành về nhiệt đới được thành lập trên cơ sở Hiệp định giữa hai Chính phủ Việt Nam và Liên Xô (nay là Liên bang Nga) và giao cho Bộ Quốc phòng là cơ quan chủ quản phía Việt Nam.
- Ngày thành lập: 7/3/1988.
- Trụ sở chính: đường Nguyễn Văn Huyên, phường Nghĩa Đô, quận Cầu Giấy, Hà Nội.
- Trang webː http://trungtamnhietdoivietnga.com.vn

## Lịch sử
Trung tâm Nhiệt đới Việt – Nga (TTNĐ Việt – Nga), trước đây là TTNĐ Việt – Xô, được thành lập theo Nghị định số 25-HĐBT ngày 7/3/1988 của Hội đồng Bộ trưởng trên cơ sở Hiệp định liên chính phủ ký ngày 07/3/1987 giữa CHXHCN Việt Nam và Liên bang CHXHCN Xô Viết về việc hợp tác xây dựng công trình đặc biệt trên lãnh thổ CHXHCN Việt Nam.
Theo Nghị định thư bổ sung ký ngày 11/11/1993, Liên bang Nga kế thừa Liên Xô trong việc thực hiện các trách nhiệm ghi trong Hiệp định ký ngày 07/3/1987, đổi tên Trung tâm Nhiệt đới Việt – Xô thành Trung tâm Nghiên cứu khoa học và công nghệ hỗn hợp Nhiệt đới Việt- Nga, gọi tắt là TTNĐ Việt- Nga.
Từ khi thành lập đến nay, hai Chính phủ Việt Nam – Liên Xô (sau này là Liên bang Nga) đã 04 lần ký Nghị định thư bổ sung Hiệp định vào các năm 1989, 1993, 2004 và 2018.

## Chức năng nhiệm vụ
- Tiến hành nghiên cứu, thử nghiệm trên 3 hướng khoa học: Độ bền nhiệt đới, Sinh thái nhiệt đới và Y sinh nhiệt đới.
- Triển khai các hoạt động dịch vụ khoa học kỹ thuật và chuyển giao công nghệ.
- Phối hợp các hoạt động giữa các tổ chức khoa học công nghệ của hai nước trên 3 lĩnh vực khoa học nêu trên.
- Đào tạo cán bộ khoa học.

## Lãnh đạo hiện nay
- Tổng Giám đốc: Thiếu tướng, Tiến sĩ Đặng Hồng Triển
- Phó Tổng Giám đốc: Đại tá Tiến sĩ, Phạm Duy Nam
- Phó Tổng Giám đốcː Đại tá Đặng Đình Chính
- Phó Tổng Giám đốc: Đại tá Nguyễn Phi Long
- Phó Tổng Giám đốc: Đại tá Nguyễn Khắc Thăng

## Ủy ban phối hợp
- Thượng tướng, PGS.Tiến sỹ Hoàng Xuân Chiến: Chủ tịch Phân ban Việt Nam.
- Thứ trưởng Bộ Khóa học và Đại học LB Nga Medvedev Mikhail Mikhailovic': Chủ tịch Phân ban Nga
- Văn phòng Phân ban Việt Nam, Văn phòng Phân ban Nga
- Văn phòng Đại diện toàn quyền phía Việt Nam tại Matcova

## Cơ quan trực thuộc
- Văn phòng
- Phòng Chính trị
- Phòng Kế hoạch khoa học
- Phòng Tài chính
- Phòng Hậu cần - Kỹ thuật
- Phòng Quản lý và Chuyển giao Công nghệ
- Phòng Đào tạo
- Phòng Thông tin Khoa học Quân sự
- Ban Công nghệ thông tin

## Đơn vị trực thuộc
- Viện Độ bền nhiệt đới
- Viện Sinh thái nhiệt đới
- Viện Y Sinh nhiệt đới
- Phân viện Hóa môi trường
- Phân viện Công nghệ sinh học
- Chi nhánh phía Nam (Số 3, đường 3 Tháng 2, phường 11, quận 10, thành phố Hồ Chí Minh)
- Chi nhánh ven biển (30 Nguyễn Thiện Thuật, phường Tân Lập, TP Nha Trang, Khánh Hòa)
- Trung tâm Chuyển giao công nghệ mới (20 Phan Văn Trị, Phường 7, quận Gò Vấp, Tp Hồ Chi Minh)
- Ban Quản lý các Khu chế thử

## Chỉ huy qua các thời kỳ

### Tổng Giám đốc
- Thiếu tướng Trần Xuân Thu (1988 -1999)
- Thiếu tướng Trịnh Quốc Khánh (1999 - 2012)
- Thiếu tướng Nguyễn Hồng Dư (2013 - 2018)
- Thiếu tướng Đặng Hồng Triển (2018- nay)